# Hugo Hamilton (författare)
Hugo Hamilton, född 1953 i Dublin, är en irländsk författare.